# Szovjet férfi jégkorong-válogatott
A szovjet férfi jégkorong-válogatott a Szovjetunió 1991-es felbomlásával megszűnt. Az 1992-es olimpián már az 1991 végén alakult Független Államok Közössége tagállamainak (volt szovjet tagköztársaságok) közös csapata, az Egyesített Csapat színeiben indultak. A szovjet válogatott jogutóda az orosz válogatott.

## Története

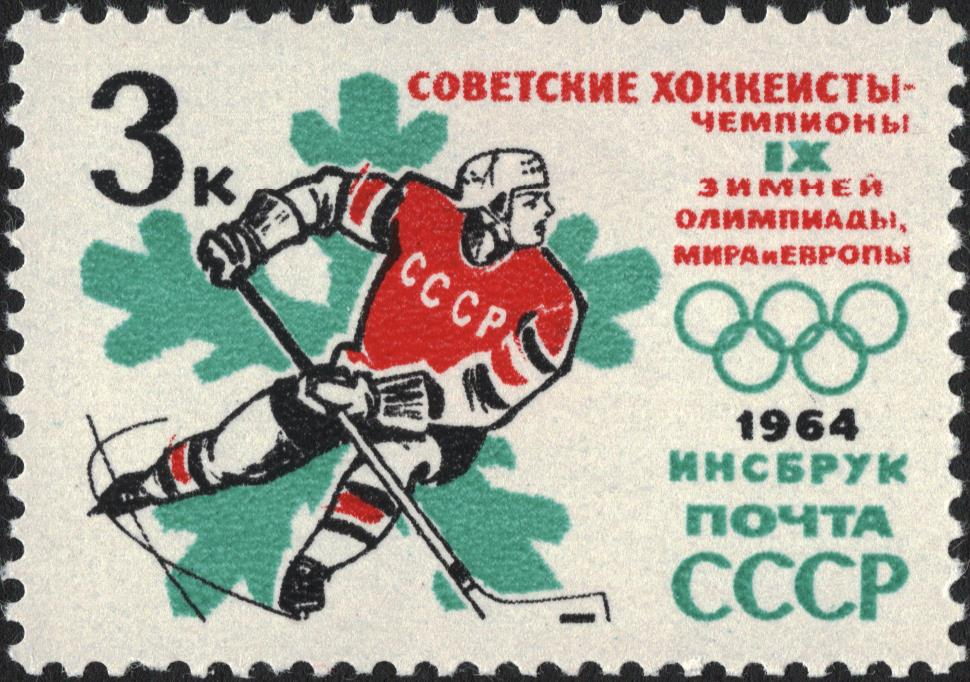
Az 1964. évi innsbrucki téli olimpiára kiadott postai bélyeg.

A szovjet válogatott 1954 és 1991 között szerepelt a világbajnokságokon, valamint 1956 és 1988 között a téli olimpiákon. Egyedül az 1962-es világbajnokságon nem vettek részt. Az összes tornán amelyen részt vettek, kivétel nélkül érmet szereztek, amivel az akkori időszak legeredményesebb válogatottja volt.
A vb-ken – az olimpiával azonos indulásokat nem számolva – a 30 indulásból 19-szer végeztek az élen, 7 ezüst- és 4 bronzérmet szereztek még. Az olimpián 9-szer vettek részt, ebből 7-szer szerezték meg az aranyérmet, egy-egy ezüst- és bronzérmet nyertek még. Négy olimpiát nyertek meg 100%-os teljesítménnyel (1956, 1964, 1976, 1984).
Az 1980-as olimpiai ezüstérmük az egyik legmeglepőbb eredménynek számít a jégkorong történetében. A torna esélyese a Szovjetunió volt, amely 1964 óta mindegyik olimpiát megnyerte, valamint az 1978-as és 1979-es vb-t is. Az amerikai csapat azonban a négyes döntőben 4–3-ra verte a szovjeteket, amivel az amerikaiak gyakorlatilag megnyerték a tornát (az amerikai csapat a hátralévő mérkőzésén a finneket is legyőzte). Az amerikaiak elleni mérkőzést „csoda a jégen” elnevezéssel illették, amelyből film is készült.

## Eredmények
1920 és 1968 között a téli olimpia minősült az az évi világbajnokságnak is. Ezek az eredmények kétszer szerepelnek a listában.

### Világbajnokság
- 1954 –  Aranyérem
- 1955 –  Ezüstérem
- 1956 –  Aranyérem
- 1957 –  Ezüstérem
- 1958 –  Ezüstérem
- 1959 –  Ezüstérem
- 1960 –  Bronzérem
- 1961 –  Bronzérem
- 1962 – nem vett részt
- 1963 –  Aranyérem
- 1964 –  Aranyérem
- 1965 –  Aranyérem
- 1966 –  Aranyérem
- 1967 –  Aranyérem
- 1968 –  Aranyérem
- 1969 –  Aranyérem
- 1970 –  Aranyérem
- 1971 –  Aranyérem
- 1972 –  Ezüstérem
- 1973 –  Aranyérem
- 1974 –  Aranyérem
- 1975 –  Aranyérem
- 1976 –  Ezüstérem
- 1977 –  Bronzérem
- 1978 –  Aranyérem
- 1979 –  Aranyérem
- 1981 –  Aranyérem
- 1982 –  Aranyérem
- 1983 –  Aranyérem
- 1985 –  Bronzérem
- 1986 –  Aranyérem
- 1987 –  Ezüstérem
- 1989 –  Aranyérem
- 1990 –  Aranyérem
- 1991 –  Bronzérem

### Olimpiai játékok
- 1956 –  Arany
- 1960 –  Bronz
- 1964 –  Arany
- 1968 –  Arany
- 1972 –  Arany
- 1976 –  Arany
- 1980 –  Ezüst
- 1984 –  Arany
- 1988 –  Arany

### Éremtáblázat
| Esemény                                                               | Részvétel | Arany | Ezüst | Bronz | Összesen |
| Világbajnokság (az 1956–1968 közötti olimpiai eredmények kivételével) | 30        | 19    | 7     | 4     | 30       |
| Olimpiai játékok                                                      | 9         | 7     | 1     | 1     | 9        |